# 瀬田道弘
瀬田 道弘（せだ みちひろ、1926年〈大正15年〉5月13日 - 2007年 <平成19年> 10月31日）は、日本の政治家。元奈良県香芝市長（1期）。位階は正六位。旭日双光章受章。

## 経歴
兵庫県神戸市出身。1948年〈昭和23年〉神戸工業専門学校（現・神戸大学工学部）卒。卒業後はミノルタカメラ（現・コニカミノルタ）に入社。財務部長、保険代行会社取締役などを務める。1992年〈平成4年〉香芝市長選挙に立候補し、当選する。1996年〈平成8年〉にも立候補し、再選を目指したが、落選した。2007年10月死去。死没日付をもって正六位に叙され、旭日双光章を受章した。